# Купыльская, Анна Васильевна
Анна Васильевна Купыльская (3 февраля 1915 года — 25 июня 2009 года) — передовик советского сельского хозяйства, звеньевая семеноводческого колхоза «Власть труда» Кромского района Орловской области. Герой Социалистического Труда (12.03.1949).

## Биография
Родилась 3 февраля 1915 года в деревне Атяевка Кромского уезда Орловской губернии, ныне — Кромского района Орловской области, в многодетной семье крестьянина. Русская. Семья была большая — 11 детей, Аня — седьмая. Поэтому окончила она только один класс Вожовской школы и стала помогать матери.
Жизнь в деревне была трудной, родители отправили её к родственникам в Симферополь (Крымская АССР, ныне — Республика Крым). Там она провела юность и вышла замуж, в июле 1941 года проводила мужа на фронт и с трёхмесячной дочкой вернулась в родительский дом на Орловщину. Невыносимо тяжело людям жилось тогда физически, но ещё более сложно было морально. В Атяевку начали приходить первые похоронки, становившие вестником горя. С ранней зорьки брались женщины и дети постарше за косы. А ночами строили землянки, в которых им пришлось прожить все военные годы.
Работала в местном колхозе «Власть труда». Её выбрали старшей в полеводческой бригаде. Женщины-полеводы вручную обрабатывали землю, пахали на коровах, таскали мешки с удобрениями и семенами. Темп их работы оставался предельно высоким и после освобождения Кромского района в середине августа 1943 года от немецко-фашистской оккупации.
После окончания войны в колхозе «Власть труда» (центральная усадьба — село Вожово), все площади были закреплены за звеньями. Выращивали рожь, картофель, коноплю. и одно из коноплеводных звеньев возглавила Анна Васильевна. В 1947 году колхозные коноплеводы получили богатый урожай, и четверо из них во главе с председателем колхоза С. И. Мельниковым С. И. Мельниковым стали Героями Социалистического Труда. Колхоз «Власть труда» стал семеноводческим — начал заниматься разведением семян конопли и обеспечением ими хозяйств Кромского района.
По итогам работы в 1948 году звено Купыльской получило урожай стебля южной конопли 47,8 центнера (средний по колхозу — 20 центнеров) и семян 7,5 центнера с гектара на площади 5,4 гектара.
Указом Президиума Верховного Совета СССР от 12 марта 1949 года за получение высоких урожаев волокна и семян конопли и махорки в 1948 году Купыльской Анне Васильевне присвоено звание Героя Социалистического Труда с вручением ордена Ленина и золотой медали «Серп и Молот».
Этим же указом высокого звания была удостоена и другая передовая коноплевод Е. П. Филимонова, с которой, как и с односельчанкой Н. Г. Макаровой, Анна Васильевна постоянно соревновалась.
В последующие годы её звено расширяло посевные площади и продолжало получать высокие урожаи конопли. По итогам работы в 1951 году звеньевая была награждена вторым орденом Ленина.
Проживала в родной деревне Атяевке, после выхода на пенсию переехала в областной центр — город Орёл (Заводской район Черкасская улица, 36).
Скончалась 25 июня 2009 года.

## Награды
- Медаль «Серп и Молот» (12.03.1949);
- Орден Ленина (12.03.1949).
- Орден Ленина (23.05.1952).
- Медаль «За трудовое отличие»
- Медаль «В ознаменование 100-летия со дня рождения Владимира Ильича Ленина» (6 апреля 1970)
- Медаль «Ветеран труда»
- медали ВДНХ СССР
- Победитель Всесоюзного соревнования коноплеводов
- Награждена юбилейным знаком «70 лет Орловской области»
- Отмечена грамотами и дипломами.